# Atherinella schultzi
Atherinella schultzi är en fiskart som först beskrevs av Álvarez och José Maria Carranza 1952.  Atherinella schultzi ingår i släktet Atherinella och familjen Atherinopsidae. Inga underarter finns listade.